# Schmalspurbahn im Camp A. A. Humphreys
| Schmalspurbahn im Camp Humphreys                                                                                 | Schmalspurbahn im Camp Humphreys |
| --- | -------------------------------- |
| Nachschub-Transport für den Bau des Lagers, 1918                                                                 |                                  |
| Hunderte von Soldaten trainierten mit der Schmalspurbahn, bevor sie 1918 an die Front in Europa geschickt wurden |                                  |
| Streckenlänge:                                                                                                   | 32 km                            |
| Spurweite: | 610 mm (2-Fuß-Spur)              |
| |                                  |

Die Schmalspurbahn im Camp A. A. Humphreys war eine 32 km lange Militärbahn mit einer Spurweite von 610 mm (2 Fuß) im heutigen Fort Belvoir, Virginia.

## Geschichte
Im Jahr 1918 wurde das Camp AA Humphreys im heutigen Fort Belvoir im Norden Virginias eingerichtet. Es war nach Brigadegeneral Andrew Atkinson Humphreys († 1883) benannt, der während des Bürgerkrieges in der Union Army und später als der Chef der Ingenieure der Armee diente. Es war ein wichtiges Trainingslager für Pioniere und andere Soldaten, die dort lernten, Straßen, Brücken und Schützengräben zu bauen.

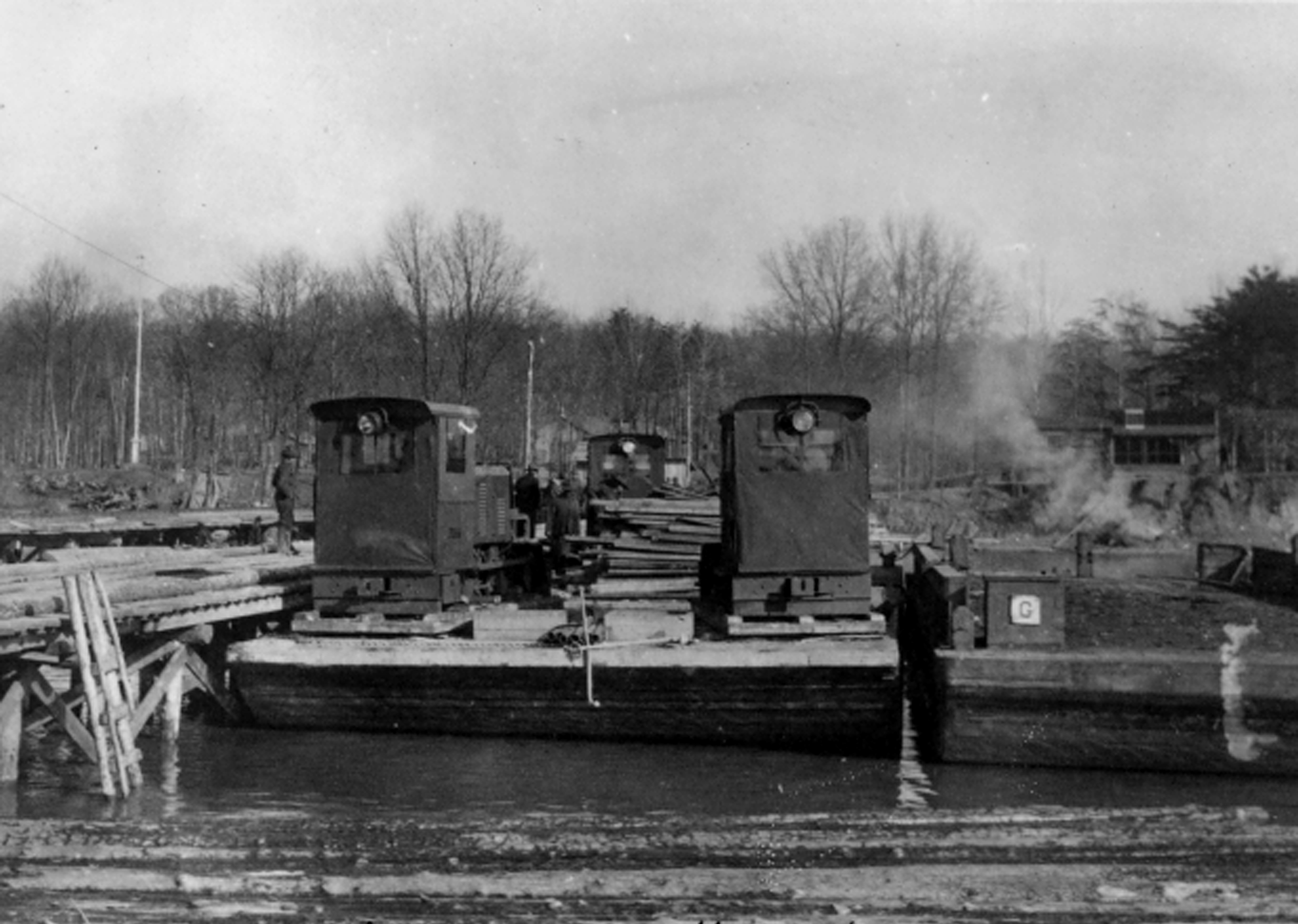
Anlieferung von 75-PS-Baldwin-Leichtbenzin-Lokomotiven am Belvoir-Dock

Anfang 1918 wurde dort eine 32 km lange Schmalspurstrecke gebaut. 24 km der Strecke verliefen zwischen dem Schiffsanleger am Potomac River und Camp Humphreys.
Die leichten Schienen einer Schmalspurbahn konnten schnell verlegt und falls erforderlich auch schnell wieder abgebaut werden.  Die 5 m langen Sektionen des fliegenden Gleise wogen 100 kg und konnten von nur zwei Soldaten getragen und verlegt werden. Wegen der kleinen Spurweite konnten kleinere Radien als bei Normalspurbahnen durchfahren werden.
Von März 1918 bis zum Kriegsende am 11. November 1918 trainierten Hunderte von Soldaten und Ingenieuren den Bau und Betrieb der Schmalspurbahn. Sie lernten, Gleise zu verlegen, Eisenbahnbrücken zu bauen und die kleinen Dampf- und Leichtbenzinlokomotiven zu betreiben. Viele Schmalspurbahnen wurden von den amerikanischen Truppen an den internationalen Kriegsschauplätzen eingesetzt um Nachschub, Munition und Baumaterial sowie Gefallene und Verwundete zu transportieren. Ähnliche Schmalspurbahnen gab es in Fort Benning, Georgia, Fort Sill, Oklahoma, Fort Benjamin Harrison, Indiana und Fort Dix, New Jersey.
Um 1920 wurden die Schmalspurbahnschienen von Camp Humphreys abgebaut und gerieten in Vergessenheit. Nach dem Krieg wurden einige der Lokomotiven und Wagen von Camp Humphreys und anderen Forts nicht verschrottet, sondern in Bergbaubetrieben und Plantagen in der ganzen Welt wiederverwendet.